# Alfred Bursche
Alfred Bursche (ur. 16 listopada 1883 w Zgierzu, zm. 15 stycznia 1942 w KL Mauthausen-Gusen) – polski prawnik.
Był synem proboszcza ewangelicko-augsburskiego w Zgierzu, późniejszego superintendenta w Płocku Ernesta Wilhelma Bursche z jego drugiego małżeństwa z Marią Matyldą z domu Harmel.
Był prawnikiem, aktywnie uczestniczył w życiu społeczności ewangelickiej w Polsce. M.in. w 1920 uczestniczył w zebraniu założycielskim Towarzystwa do Badania Dziejów Reformacji w Polsce. Był członkiem Synodu Kościoła Ewangelicko-Augsburskiego (z nominacji biskupa Juliusza Burschego) powołanego po wejściu w życie dekretu Prezydenta Rzeczypospolitej z 25 listopada 1936 o stosunku Państwa do Kościoła Ewangelicko-Augsburskiego w Rzeczypospolitej Polskiej. Został wówczas członkiem Wydziału Synodalnego, będącego stałą reprezentacją Synodu poza sesjami.
17 października 1939 aresztowany przez Gestapo, został osadzony w więzieniu na Pawiaku. Następnie zesłany do KZ Sachsenhausen a później do KZ Mauthausen, gdzie został skierowany do pracy w kamieniołomie. Symboliczny grób znajduje się na cmentarzu ewangelicko-augsburskim w Warszawie (aleja E, grób 13).
Był ojcem inżyniera-mechanika Jana Bursche i córki Anny, późniejszej mistrzyni Polski w łyżwiarstwie figurowym.